# فیل مک‌گراو
فیلیپ کالوین مک‌گراو (به انگلیسی: Phillip Calvin McGraw) متولد ۱ سپتامبر ۱۹۵۰ نویسنده، روان‌شناس، و میزبان نمایش‌های تلویزیونی در آمریکا است. وی میزبان مشهورترین برنامهٔ تلویزیونی آمریکا ست که بیشتر با نام (دکتر فیل) شناخته می‌شود.

## فعالیت
دکتر فیل، روان‌شناس مجری برنامه تلویزیونی (دکتر فیل) است. در ابتدا مک‌گراو، چندین بار به عنوان مهمان در برنامه (اپرا) حاضر شد. و به سوالات بینندگان پاسخ داد. پس از اینکه در این برنامه به شهرت رسید، اپرا تصمیم گرفت یک برنامه مستقل در اختیار او قرار دهد. مک‌گراو در برنامه دکتر فیل که هر روز بعدازظهر پخش می‌شد به سوالات روان‌شناسی و خانوادگی مردم پاسخ می‌داد. سال ۱۹۹۵ او که شرکت وکالت داشت، در جریان دادگاه اپرا راجع به نظراتی که در مورد جنون گاوی داده بود، به او بسیار کمک کرد. پس از موفقیت اپرا ونیفری در دادگاه، مک‌گراو، به‌طور منظم در برنامه او حاضر شد؛ تا اینکه از سال ۲۰۰۲ اپرا یک برنامه روزانه به او اختصاص داد. به زودی دکتر فیل یکی از مهمان‌های دائمی برنامه اپرا وینفری شد. و با کمک او برنامه‌اش را با مجوز باز پخش شروع کرد این برنامه به کمپانی اپرا وینفری، (هارپو) متعلق است دکتر فیل از طریق برنامه گفتگوی تلویزیونی خود که در آن چالش‌های زندگی روزمره مانند رابطه بین افراد، تربیت کودکان، کاهش وزن، و مسائل جنسی مطرح می‌گردد، هر روز به خانهٔ میلیونها آمریکایی سر می‌زند و روزانه پخش می‌شود.

## تکنیک‌های دکتر فیل
تکنیک دکتر مک‌گراو نسبت به روش‌های رایج در روان‌شناسی متفاوت است و به همین دلیل از طرف بعضی از روانشناسان مورد انتقاد قرار گرفت؛ ولی در عین حال بسیاری نیز روش او را می‌پسندند. دکتر مک‌گراو تا به حال چندین کتاب در مورد مشکلات زندگی خانوادگی و کاهش وزن نوشته است.
. فیلیپ مک گرا در سال ۱۹۷۹ موفق به کسب مدرک دکترا در روان‌شناسی از دانشگاه شمال تگزاس گردید، اما درمان را کنار گذاشت. او در سال ۱۹۹۹ و با انتشار کتاب راهکارهای زندگی مورد توجه زیادی واقع شد و این برنامه، هر روز موضوع خاصی را دنبال می‌کند، مانند «بدرفتاری بین خواهر و برادرها»، «مجرمان جنسی در همسایگی شما»، و «عضو چاق و تپل و لوس خانوادهٔ من». و کارشناسان آنان را راهنمایی می‌کنند و دکتر فیل هم همیشه در آن جا حضور دارد و رک و پوست کنده به آنان می‌گوید «واقع بین باشند» و زندگی خودشان را ارتقا دهند.

## بینندگان
حدود ۷ میلیون نفر برنامهٔ دکتر فیل را تماشا می‌کنند تا ببینند واقعیت تلخ را چگونه بیان می‌کند. او مردی بسیار رک است. و از مقابله کردن با دیگران فرار نمی‌کند، برای همین او در حرفه اش موفق است و توانایی این را دارد که از فرصت‌های به‌دست آمده به بهترین وجه ممکن استفاده کند.

## مجله فوربس
او در سال ۲۰۰۷ از دید مجله فوربس رتبه ۷ بیشترین درآمد برنامه‌های تلویزیونی آمریکا را از ۱ تا ۲۰ به‌دست آورد.